# Oswald Unger
Oswald Eryk Unger (ur. 6 maja 1896 w Lipniku-Białej, zm. 5 lipca 1967) – inżynier, kapitan saperów Wojska Polskiego, kawaler Orderu Virtuti Militari.

## Życiorys
Oswald Eryk Unger urodził się 6 maja 1896 roku. W 1914 roku pełnił służbę w Legionie Zachodnim, a w latach 1915–1918 w cesarskiej i królewskiej armii. Do 1917 jego oddziałem macierzystym był batalion pionierów nr 10, a później batalion saperów nr 3. Na stopień chorążego został mianowany ze starszeństwem z 1 sierpnia 1915, a na stopień podporucznika ze starszeństwem z 1 sierpnia 1916 w korpusie oficerów rezerwy piechoty. W 1918 roku, po powrocie z frontu serbskiego, wstąpił do Wojska Polskiego.
Dowodził 2. kompanią V batalionu saperów, a w lutym 1920 roku po przemianowaniu jednostki na VI batalion saperów objął dowództwo 1. kompanii. W kwietniu 1920 roku został organizatorem i dowódcą 3. kompanii 21 Górskiego batalionu saperów. Wziął udział w odsieczy Lwowa i wyprawie kijowskiej. W 1920 roku awansował na porucznika. W 1921 roku został przeniesiony do rezerwy. W 1922 roku został zweryfikowany w stopniu kapitana ze starszeństwem z dniem 1 czerwca 1919 roku w korpusie oficerów inżynierii i saperów.
Po zakończeniu służby wojskowej kontynuował studia na Politechnice we Lwowie, które ukończył uzyskując dyplom inżyniera dróg i mostów. W latach 1926–1927 był urzędnikiem kontraktowym Dyrekcji Robót Publicznych we Lwowie i Szefostwa Budownictwa Dyrekcji Okręgowej Kolei Państwowych.
W 1927 roku założył z żoną Elizą Unger i Edwardem Jakóbowiczem biuro budowlano-techniczne, które w 1929 roku przeniósł do Gdyni. Działacz Bezpartyjnego Bloku Współpracy z Rządem. W 1934 roku pozostawał w ewidencji Powiatowej Komendy Uzupełnień Gdynia, jako oficer pospolitego ruszenia w korpusie oficerów inżynierii i saperów. Posiadał przydział do Oficerskiej Kadry Okręgowej Nr VIII i był „przewidziany do użycia w czasie wojny”.
W kampanii wrześniowej 1939 roku pełnił funkcję oficera taktycznego w sztabie Dowództwa Obrony Warszawy. Po kapitulacji stolicy dostał się do niewoli niemieckiej. Przebywał m.in. w Oflagu IIC Woldenberg. W obozie był wykładowcą na kursach budowlanych i starszym baraku nr 12a, w którym przebywali polscy oficerowie pochodzenia żydowskiego. W 1945 roku, po uwolnieniu z niewoli, powrócił do kraju. Pochowany na cmentarzu Powązki Wojskowe w Warszawie (kwatera BII24-3-8).

## Ordery i odznaczenia
- Krzyż Srebrny Orderu Wojskowego Virtuti Militari (1921)[9][10]
- Krzyż Walecznych[10]
- Medal Pamiątkowy za Wojnę 1918–1921
- Signum Laudis Brązowy Medal Zasługi Wojskowej z mieczami na wstążce Krzyża Zasługi Wojskowej (Austro-Węgry)[11]
- Krzyż Przyczółka Mostowego Kijów